# Marvast
Marvast (farsi مروست) è una città dello shahrestān di Khatam, circoscrizione di Marvast, nella provincia di Yazd in Iran. Aveva, nel 2006, una popolazione di 7.585 abitanti. Si trova nella parte più meridionale della provincia.